# Souboj

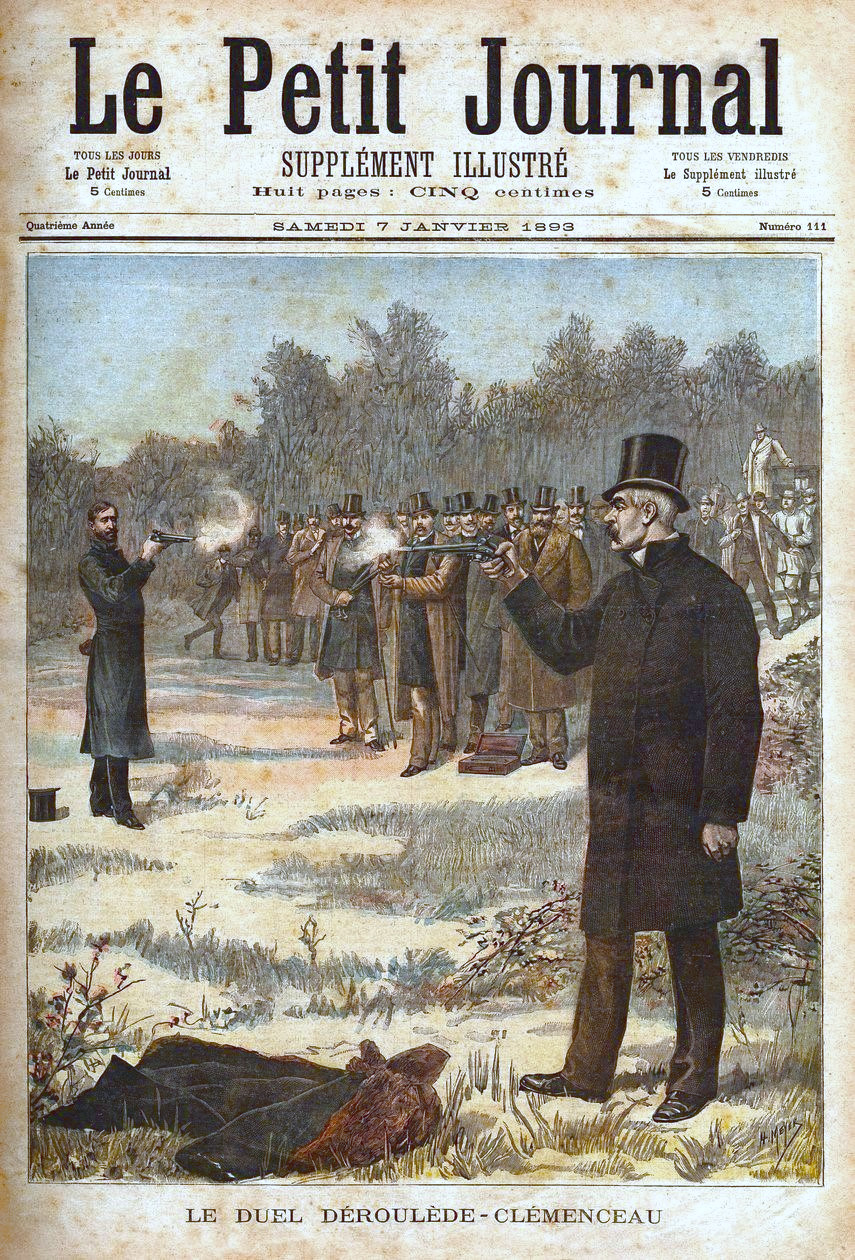
Souboj mezi Paulem Déroulèdem a Georgem Clemenceauem, 1893

Souboj nebo duel je dobrovolné střetnutí dvou osob se zbraněmi, které se řídí pravidly a má poskytnout satisfakci uraženému, to jest odčinit předchozí urážku, resp. obnovit jeho čest. Výzvou k souboji („hozenou rukavicí“) uražený prokázal, že si své cti cení víc než života a tím se urážky zbavil. Pro satisfakci nebylo důležité, kdo v souboji zvítězí a taková otázka se ani nekladla. Souboje patřily ke starému kodexu cti bojovníků, šlechty a později zejména důstojníků. V době romantismu se souboje rozšířily i mezi měšťany a hlavně studenty.
Souboje se konaly za účasti sekundantů, přátel obou účastníků, kteří se pokusili spor urovnat smírem, případně vyjednali podmínky souboje. Souboje se konaly šavlemi, pistolemi nebo někdy i okovanými holemi. U soubojů s pistolemi sekundanti vyjednali vzdálenost (obvykle kolem 50 m) a počet výstřelů a dbali na to, aby obě zbraně byly stejné. U souboje šavlemi se bojovalo buď do první krvavé rány, anebo až do zneschopnění protivníka.
Křesťanská církev souboje od roku 1215 zakazovala a klasifikovala jako vraždu (respektive dvojí pokus o vraždu), podobně jako pozdější právní systémy států, v důstojnických sborech se však za jistých okolností pokládaly za povinnost, v Německu a v Rakousku až do první světové války. Protože však byly už v 19. století většinou zakázané, konaly se brzy ráno na nějakém odlehlém místě. V Jižní Americe docházelo k soubojům ještě v polovině 20. století, jedním ze slavných duelantů byl Salvador Allende.
Mezi slavné oběti soubojů patří ruští básníci Alexandr Sergejevič Puškin (1837) a Michail Jurjevič Lermontov (1841), americký politik Alexander Hamilton (1804), francouzský matematik Évariste Galois (1832) nebo německý dělnický vůdce Ferdinand Lassalle (1864). Souboje se hojně vyskytují v literatuře 19. století, například v románech „Kronika Pickwickova klubu“ Ch. Dickense, „Tři mušketýři“ A. Dumase, „Dáma s kaméliemi“ A. Dumase mladšího, „Pochod Radeckého“ J. Rotha, „Souboj“ J. Conrada nebo v románu maďarského spisovatele S. Máraie „Svíce dohořívají“ (1942).